# هانس نوسلن
 هانس نوسلن (انگلیسی: Hans Nüsslein؛ زاده ۳۱ مارس ۱۹۱۰ درگذشته ۲۸ ژوئن ۱۹۹۱) یک تنیس‌باز اهل آلمان بود.